# Max Steel (televíziós sorozat, 2000)
A Max Steel 2000-től 2002-ig futott amerikai televíziós 3D-s számítógépes animációs sorozat, amelynek írója Katherine Fugate, a rendezői Andre Clavel és Sam Liu. A tévéfilmsorozat a Adelaide Productions, a Columbia TriStar Television, a Mainframe Entertainment és a Netter Digital Animation gyártásában készült. Műfaját tekintve akciófilm-sorozat és sci-fi filmsorozat. Amerikában a Kids WB Season és a Cartoon Network vetítette, Magyarországon pedig az RTL Klub és a TV2 sugározta.

## Szereplők
| Szereplő                 | Eredeti hang                         | Magyar hang     | Leírás |
| ------------------------ | ------------------------------------ | --------------- | ------ |
| Josh McGrath / Max Steel | Christian Campbell, Matthew Kaminsky | Markovics Tamás |        |
| Chuck Marshak            | Edward Asner                         | Hujber Ferenc   |        |
| Rachel Leeds             | Shannon Kenny                        | Orosz Helga     |        |
| Jefferson Smith          | Chi McBride, Scott McNeil            | Gesztesi Károly |        |
| Mairot / Psycho          | ?                                    | Koncz István    |        |
| Berto Martinez           | Jacob Vargas, Alessandro Juliani     | Simonyi Balázs  |        |
| Laura Chen               | Lauren Tom                           | Vadász Bea      |        |

## Epizódok

### 1. évad
1. ? (Strangers (Pilot))
2. ? (Sacrifices)
3. ? (Shadows)
4. ? (Sportsmen)
5. ? (Seraphim)
6. ? (Spear-Carriers)
7. ? (Snowblind)
8. ? (Sharks)
9. ? (Sabres)
10. ? (Sphinxes)
11. ? (Swashbucklers)
12. ? (Scions)
13. ? (Shattered)

### 2. évad
1. ? (The Return)
2. ? (Fun in the Sun)
3. ? (Amazon)
4. ? (When Lightning Strikes Twice)
5. ? (Fire and Ice)
6. ? (Trapped)
7. ? (Steel Vs. Steel)
8. ? (Space Opera, Shooting Stars)
9. ? (Old Friend, New Enemy)
10. ? (Extreme)
11. ? (Best Friend)
12. ? (The Race)
13. ? (Breakout)

### 3. évad
1. ? (Deep Cover)
2. ? (Survival Instinct)
3. ? (Cold Sweat)
4. ? (Fan Appreciation)
5. ? (Rough Seas)
6. ? (Prey)
7. ? (Special Delivery)
8. ? (Turbulence)
9. ? (Truth Be Told)